# Hiéroglyphe égyptien C20
Le hiéroglyphe égyptien C20 (Ptah debout dans un naos) est classifié dans la section C « Divinités anthropomorphes » de la liste de Gardiner ; il y est noté C20.

## Représentation
Il représente le dieu Ptah momiforme, sous forme de fétiche debout sur un socle de statue à l'intérieur d'un naos portant la barbe postiche et le sceptre Ouas.
Il est translittéré Ptḥ.

## Utilisation
| p · t | H | C20 |

| p · t | H | C20 |

sous le Moyen Empire sinon à partir de la XIXe dynastie.
| C19 |

| C19 |